# Heradida loricata
Espèce
Heradida loricata est une espèce d'araignées aranéomorphes de la famille des Zodariidae.

## Distribution
Cette espèce est endémique d'Afrique du Sud. Elle se rencontre au Cap-du-Nord et en État-Libre.

## Description
La femelle holotype mesure 2 mm.

## Publication originale
- Simon, 1893 : Histoire naturelle des araignées. Paris, vol. 1, p. 257-488 (texte intégral).